# Kalkklippen südlich des Iberges
Die Kalkklippen südlich des Iberges sind ein Naturschutzgebiet auf dem Muschelkalk-Höhenzug der Gobert, in der Gemarkung der Stadt Bad Sooden-Allendorf im nordhessischen Werra-Meißner-Kreis. Geschützt werden die großflächigen Buchenwälder im Allendorfer Stadtwald, die forstlich nicht mehr oder nur noch wenig genutzt werden. Charakteristisches Kennzeichen des unmittelbar an der Landesgrenze zu Thüringen liegenden Gebietes sind die aus Bergstürzen oder Erdrutschen entstandenen steilen, offenen Felshänge mit ihren typischen Vegetationsabfolgen. Das Naturschutzgebiet ist ein Teilbereich des Fauna-Flora-Habitat-Gebiets „Kalkklippen der Gobert“ und befindet sich innerhalb des Nationalen Naturmonuments „Grünes Band Hessen“.

## Lage
Das Naturschutzgebiet „Kalkklippen südlich des Iberges“ liegt im „Geo-Naturpark Frau-Holle-Land“ und umfasst den Buchenwaldkomplex im östlichen Teil der Gemarkung von Bad Sooden-Allendorf. Das Gebiet grenzt an das thüringische Eichsfeld und stellt eine Fortsetzung der in Thüringen liegenden Berge Iberg (426,1 m) und Hesselkopf (504,4 m) dar. Nordwestlich liegt Asbach, ein Ortsteil der thüringischen Gemeinde Asbach-Sickenberg im Landkreis Eichsfeld. Nach der naturräumlichen Gliederung Deutschlands, die auf der Geografischen Landesaufnahme des Instituts für Landeskunde Bad Godesberg basiert, befindet sich der Bereich in der Teileinheit „Gobert“ (483.10) des „Oberen Eichsfelds“ (483.1-3), dem zentralen Teil der „Nordwestlichen Randplatten des Thüringer Beckens“ (483). Nach Osten geht die Landschaft in das „Rosoppe-Frieda-Hügelland“ (358.50) und nach Westen in die „Allendorfer Weitung“ (358.31) über. Sie werden dem „Unteren Werrabergland“ (358) in der Haupteinheitengruppe des „Osthessischen Berglands“ (35) zugeordnet.

## Natur

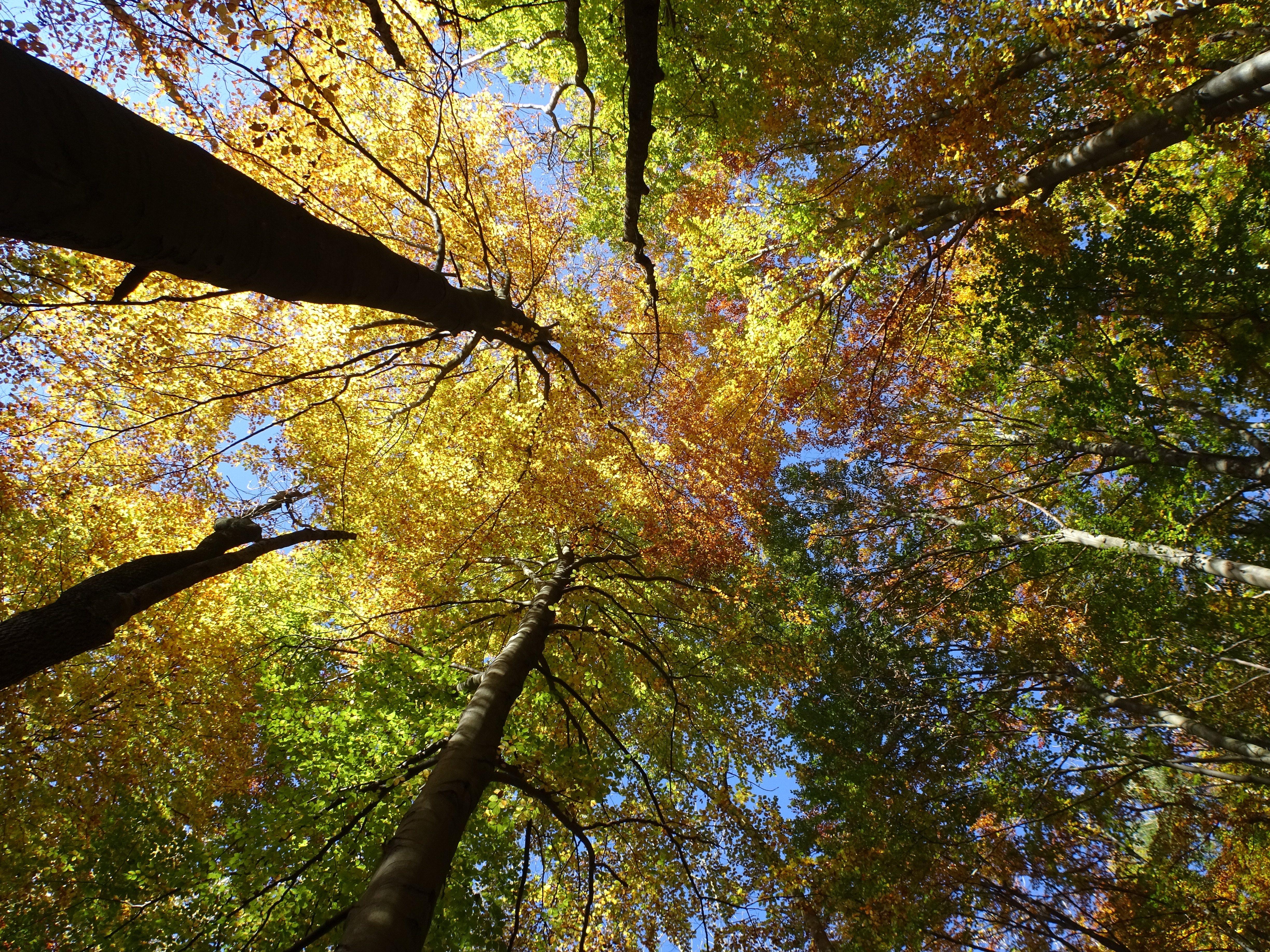
Das Schutzgebiet besitzt großflächige von Rotbuchen geprägte Wälder.

Die Vegetation dominieren die großflächigen Waldgesellschaften des „Waldmeister-Buchenwaldes“ und des „Mitteleuropäischen Orchideen-Kalk-Buchenwaldes“. Durch ihren Reichtum an Orchideen und Edellaubholzbeständen gelten die Wälder als bundesweit bedeutend und waren ein Hauptgrund für die Ausweisung zum Naturschutzgebiet und Natura-2000 Gebiet. An den nicht zu steil geneigten Hängen im Schutzgebiet kommen „Waldmeister-Buchenwälder“ vor, „Orchideen-Buchenwälder“ haben sich an den wärmebegünstigten kalkreichen Steilhängen entwickelt. Auf den Kalkschutthalden unterhalb der Felswände sind noch „Ahorn-Linden-Hangschuttwälder“ zu finden.

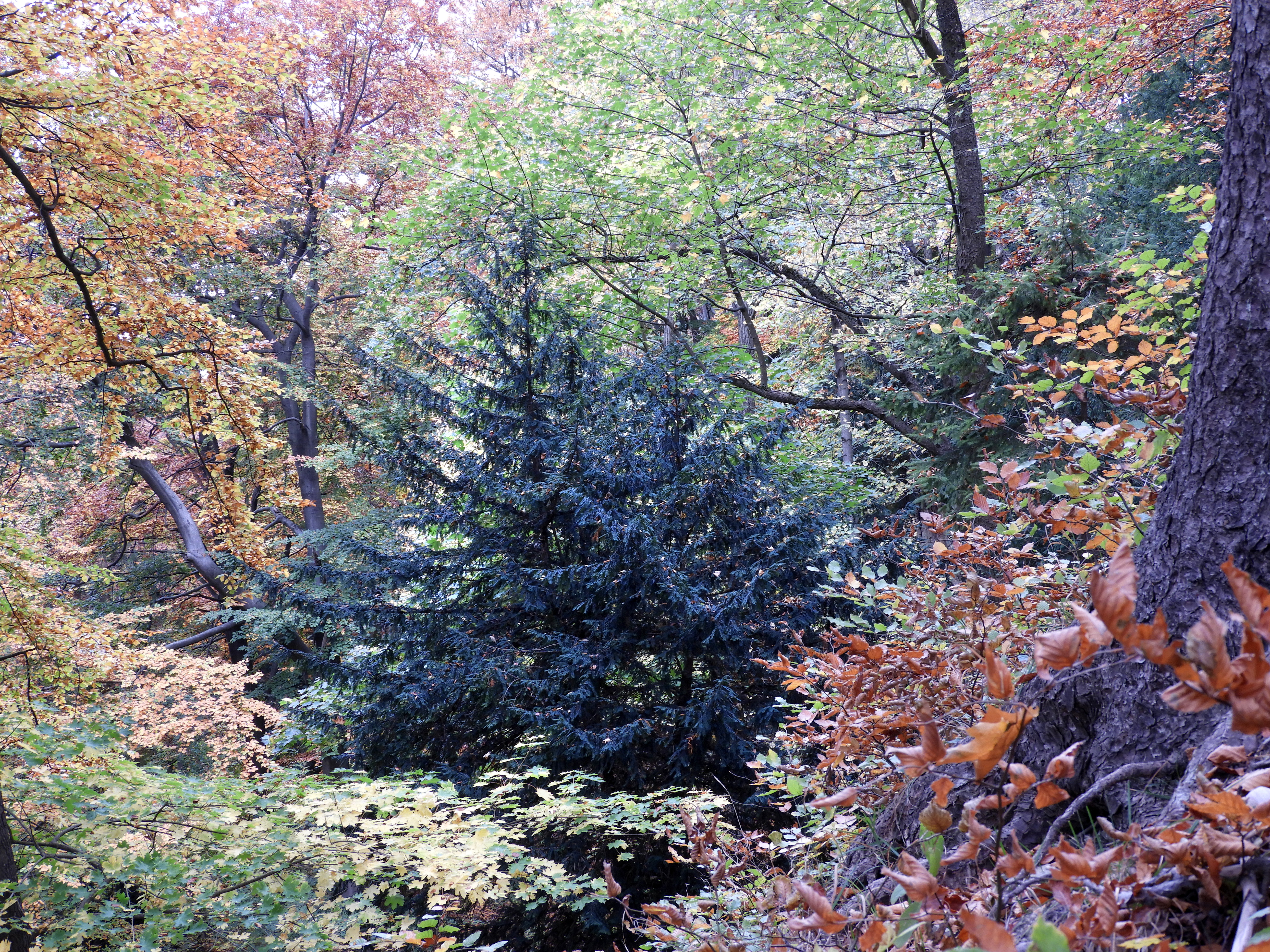
Eiben sind im Wald, als zweite Baumschicht unter Buchen, noch zahlreich zu finden.

Der Name Iberg wurde von der Eibe abgeleitet, die sich bis heute in der Region erhalten hat. In Deutschland steht die Nadelbaumart auf der Roten Liste der gefährdeten Arten und wird nach dem Bundesnaturschutzgesetz besonders geschützt, da ihr Bestand im Laufe der Jahrhunderte stark dezimiert wurde. Im Kreisgebiet und im benachbarten Eichsfeld hat sie eines der landesweit bedeutendsten Vorkommen und ist hier fast immer auf den kalkreichen Böden anzutreffen. Wegen der noch recht hohen Anzahl von Eibenbäumen bezeichnete der Kunsthistoriker und Fotograf Thomas Wiegand die Eibe als den charakteristischen Waldbaum des Werralandes.
Die Wälder im Schutzgebiet des Allendorfer Stadtwalds sind vollständig im kommunalen Besitz Bad Sooden-Allendorfs. 18,8 Hektar stehen unter Prozessschutz als „Grenzwirtschaftswald“ und wurden aus der Nutzung genommen. Die anderen Flächen werden nachhaltig bewirtschaftet.
Vegetationskundlich bedeutsam ist das Gebiet vor allem durch sein artenreiches Vorkommen an Orchideen. Neben dem Frauenschuh und der Fliegen-Ragwurz finden sich auch verschiedene Arten der Waldvöglein, der Knabenkräuter und der Stendelwurzen. Einige Felsbereiche entlang des „Grünen Bandes“ tragen unterschiedlich ausgeprägte Blaugrasrasen, die als Eiszeitrelikt angesehen werden. Bemerkenswerte Pflanzenarten sind hier die als gefährdet eingestuften Berg-Kronwicke, Gemüse-Schwarzwurzel, Astlose Graslilie, Erd-Segge, Braunrote Stendelwurz, Berg-Heilwurz und Frühblühender Thymian. Von den nach der Roten Liste Hessens als extrem selten geltenden Arten sind auf den Blaugrashalden Berg-Distel, Gabeliges Habichtskraut und Breitblättriges Laserkraut anzutreffen.

## Geologische Bedeutung
Die Muschelkalkplatten, die das Thüringer Becken umranden, erstrecken sich mit ihren nordwestlichen Randplatten im Bereich des Ringgaus, der Wanfrieder Werrahöhen und der Gobert bis nach Hessen. Die Gobert, mit den Naturschutzgebieten „Hessische Schweiz bei Meinhard“ und „Kalkklippen südlich des Ibergs“, ist ein sogenannter Zeugenberg, der von seinem Umfang her schon als Zeugengebirge bezeichnet wurde. Der von dem Leinetalgraben abzweigende Eichenberg-Gotha-Graben trennte das stark gegliederte Gobert-Massiv von dem ursprünglichen Gesteinsverband der Randplatten.
Als geologisch bedeutsam gelten die Kalkfelsabbrüche in dem Gebiet. Felshänge, die durch Bergrutsche und bergsturzartige Abbrüche des Muschelkalks entstanden sind, sollen in Deutschland nirgends so häufig vorkommen wie in dem Bereich der beiden Schutzgebiete der Gobert und des südlicher gelegenen Naturschutzgebiets „Boyneburg und Schickeberg bei Breitau“. Sie gelten als die größten aktiven Bergsturzgebiete Hessens.
Bergstürze oder Bergrutsche können in niederschlagsreichen Zeiten an der geologischen Schichtgrenze zwischen dem Unteren Muschelkalk und dem darunter liegenden Oberen Buntsandstein, der Röt genannt wird, entstehen. Regenwasser versickert in den Klüften und Spalten des Muschelkalks und trifft auf den tonigen Röt der aufquillt und fließfähig wird. Dadurch gerät der über dem Röt befindliche Muschelkalk in Bewegung und wird instabil. Die Felsbereiche, die sich dabei ablösen, bewegen sich auf dem breiartigen Röt allmählich talabwärts und lassen Schluchten entstehen. Diese ermöglichen ein verstärktes Versickern von Niederschlägen, die den sogenannten Massenverlagerungsprozess beschleunigen. Die letzten Abbrüche von Gesteinsmassen ereigneten sich zuletzt 1956 mit dem Bergsturz am Schickeberg und 1985 mit dem Bergrutsch am Nordhang der Hörne. Es wird befürchtet, dass die tiefen Spalten und Klüfte im Muschelkalk schon künftige weitere Abbrüche andeuten.

## Schutz
- Naturschutzgebiet

Mit Verordnung vom 25. September 1995 des Regierungspräsidiums in Kassel wurden die Waldflächen des Iberges und Hesselkopfes entlang der thüringischen Grenze zum Naturschutzgebiet erklärt. Durch die Unterschutzstellung sollten „die orchideen- und edellaubholzreichen Kalkbuchenwälder mit den Kalkbrüchen und blockreichen Steilhängen als Lebensraum für die dort vorkommenden zum Teil seltenen und gefährdeten Pflanzen- und Tierarten“ erhalten und langfristig gesichert werden. Über die Musterverordnung hinaus blieben unter anderem die forstliche Bewirtschaftung der Waldbestände nach den Grundsätzen des naturgemäßen Waldbaus und die Jagd auf Schalenwild, Waschbären und Füchse von den Verboten ausgenommen. Der Ausweisung vorausgegangen war eine einstweilige Sicherstellung im Oktober 1990 als Erweiterungsfläche für das Naturschutzgebiet „Hessische Schweiz bei Meinhard“. Das Naturschutzgebiet besitzt derzeit eine Größe von 46,9 Hektar, hat die nationale Kennung 1636028 und den WDPA-Code 162589.
- Fauna-Flora-Habitat-Gebiet

Zusammen mit dem südlich benachbarten Naturschutzgebiet „Hessische Schweiz bei Meinhard“ bilden die „Kalkklippen südlich des Iberges“ das Fauna-Flora-Habitat-Gebiet „Kalkklippen der Gobert“, das sich über eine Höhe von 300 m bis 569 m erstreckt. Im Rahmen der Umsetzung der Fauna-Flora-Habitat-Richtlinie wurden die beiden Naturschutzgebiete gemeinsam im April 1999 der EU-Kommission für das länderübergreifende Netz besonderer Schutzgebiete „Natura 2000“ gemeldet. Die Schutzwürdigkeit wurde mit der aus botanischer und ornithologischer Sicht bundesweit bedeutenden großflächigen Laubwaldkomplexe, den Vorkommen von Eiben, Blaugrashalden und der natürlichen Bergstürze begründet. Das FFH-Gebiet mit einer Größe von 289,22 Hektar hat die Gebietsnummer 4726-350 und den WDPA-Code 555520072.
- Nationales Naturmonument „Grünes Band Hessen“

Im Rahmen des Gesetzes über das Nationale Naturmonument „Grünes Band Hessen“, das der Hessische Landtag im Januar 2023 beschlossen hatte, wurde das Naturschutzgebiet vollständig in den Biotopverbund integriert. In dem, in drei Zonen aufgeteilten Grünen Band liegen die Flächen des Schutzgebiets innerhalb der Zone I, das die „unbeeinflusste, natürliche Dynamik der Ökosysteme mit ihren Zusammenbruchs- und Pionierphasen und der dazugehörigen Fauna und Flora“ sichern soll. Gemeinsam mit dem Grünen Band Thüringens, das mit der Entscheidung des Thüringer Landtages bereits im Jahr 2018 zum Nationalen Naturmonument erklärt wurde, verbindet es zahlreiche seltene Lebensräume entlang der ehemaligen innerdeutschen Grenze und soll zur Erhaltung der biologischen Vielfalt beitragen.

## Angrenzende Schutzgebiete
An das Naturschutzgebiet grenzen weitere Schutzgebiete an, die zu verschiedenen Kategorien gehören:
- Auf der westlichen Seite schließt sich eine Teilfläche des FFH-Gebiets „Werra- und Wehretal“ (4825-302, WDPA 555520187) an. Das mit einer Gesamtfläche von mehr als 24.000 Hektar größte FFH-Gebiet des Werra-Meißner-Kreises soll vorrangig dem Schutz der Fledermausarten Bechsteinfledermaus und Großes Mausohr sowie der Sicherung der großen zusammenhängenden Buchenwälder mit dem waldnahen Grünland und den angrenzenden Streuobstwiesen dienen.[14]
- Im Osten grenzt das 716 Hektar große thüringische FFH-Gebiet „Stein – Rachelsberg – Gobert“ (4726-320, WDPA 555520187) an, zu dessen Erhaltungszielen, neben anderen, die Erhaltung oder gegebenenfalls Wiederherstellung der naturnahen Buchenwälder, der teilweise orchideenreichen Wacholderheiden und Kalk-Halbtrockenrasen auf den Muschelkalkhöhenzügen des Werraberglandes gehören[15] sowie das
- Europäisches Vogelschutzgebiet „Werrabergland südwestlich Uder“ (4626-420, WDPA 555537539) mit einer Größe von 8433 Hektar, zu dessen Schutzobjekten Vogelarten gehören, die als besonders gefährdet gelten und für deren Schutz besondere Maßnahmen ergriffen werden müssen sowie einige regelmäßig auftretende Zugvogelarten.[16]
- Die beiden thüringischen Natura-2000-Gebiete liegen vollständig in dem Landschaftsschutzgebiet „Obereichsfeld“ (WDPA 390325)[17] innerhalb des Naturparks „Eichsfeld-Hainich-Werratal“.

## Besucherhinweis
Das Gebiet ist durch Wanderwege und Forstwege kaum erschlossen. Der Rheanuspfad (26) von Bad Sooden-Allendorf zur Hörne berührt am westlichen Rand das Schutzgebiet. Im Osten führt entlang des „Grünen Bandes“ der ehemalige Kolonnenweg, auf dem teilweise der „Werra-Burgen-Steig X5“ und der „Eichsfeld-Wanderweg“ verlaufen.